# 等輻異胎䲁
等輻異胎䲁（學名：Heteroclinus equiradiatus），為輻鰭魚綱䲁形目胎䲁科異胎䲁屬的一個種，分布於西澳大利亞海域，體長可達9.7公分，棲息在淺海，雌魚產附著性卵，雄魚會守護卵，幼魚為浮游性，生活習性不明。